# آیزاک سی. بیتس
آیزاک سی. بیتس (به انگلیسی: Isaac Chapman Bates) سناتور سابق عضو حزب ملی جمهوری‌خواه بود. وی در سال ۱۸۴۱ تا ۱۸۴۵ میلادی سناتور ایالت ماساچوست در سنای ایالات متحده آمریکا بود.